# 戸田彬弘
戸田 彬弘（とだ あきひろ、1983年8月16日 - ）は、日本の映画監督、映画プロデューサー、脚本家、演出家である。奈良県大和郡山市出身。株式会社チーズfilm代表取締役。劇団チーズtheater主宰。

## 経歴
近畿大学文芸学部芸術学科舞台芸術専攻卒業。株式会社チーズfilm代表取締役。劇団チーズtheater主宰。近畿大学で大橋也寸からルコックシステムを学び、演劇から活動をスタートさせる。独学で映画を撮り数々の賞を受賞。大学の先輩・大江崇允とチーズfilmとして2012年頃まで活動していた。
2015年に旗揚げした劇団チーズtheater第1回公演『川辺市子のために』がサンモールスタジオ選定賞2015において最優秀脚本賞を受賞。その後、杉咲花を主演に迎え『市子』とタイトルを変え映画化。2023年に公開される。脚本・監督・編集を戸田彬弘本人が担当。本作は、第47回日本アカデミー賞優秀主演女優賞、第78回毎日映画コンクール女優主演賞など、多数の国内賞レースで受賞。映画祭では、釜山国際映画祭、東京国際映画祭、ヨーテボリ国際映画祭、ウディネ・ファーイースト映画祭など多数の国際映画祭に正式招待された。2024年、KINDAIリーダーアワード文化・芸術部門賞を受賞。

## フィルモグラフィー

### 長編映画
- 花の袋（2008年） - 監督、脚本、撮影、編集
  - ハンブルク日本映画祭2011正式出品。
- 美しい術（2009年） - 出演、プロデューサー
- 夕暮れ（2010年） - 監督、脚本、編集
  - 第9回中之島映画祭グランプリ。
  - 福井映画祭2011グランプリ。
  - 福岡インディペンデント映画祭2011優秀作品賞。
- 適切な距離（2011年） - プロデューサー
  - CO2（シネアストオーガニゼーション）グランプリ。主演男優賞
- ねこにみかん（2014年/105分） - 監督、脚本、プロデューサー
  - 伊賀の國忍者映画祭2014地ムービーアワード賞
  - 第1回新人監督映画祭長編コンペティション部門準グランプリ
- 横たわる彼女（2014年/70分） - 監督、脚本
- 名前（2018年/114分） - 監督、編集
  - 第13回大阪アジアン映画祭クロージング作品
  - 第20回イタリア・ウディネ・ファーイースト映画祭コンペティション部門
  - 第18回ドイツ・フランクフルト・ニッポンコネクション・ニッポンヴィジョンズ部門。
  - 第5回ベトナム・ハノイ国際映画祭コンペティション部門
- 13月の女の子（2020年/97分） - 監督、編集、プロデューサー
- 散歩時間〜その日を待ちながら〜（2022年/95分） - 監督、原案、編集、プロデューサー
- 市子（2023年/126分） - 原作、脚本、監督、編集  
  - 第47回日本アカデミー賞 優秀主演女優賞（杉咲花）[1]
  - 第78回毎日映画コンクール 女優主演賞（杉咲花）[2]
  - 第46回ヨコハマ映画祭 主演女優賞（杉咲花）[3]
  - 第29回報知映画賞 主演女優賞（杉咲花）、助演男優賞（若葉竜也）、助演女優賞（中村ゆり）ノミネート
  - 第37回日刊スポーツ映画大賞 主演女優賞（杉咲花）ノミネート
  - 第37回高崎映画祭 最優秀助演俳優賞（中村ゆり）[4]、監督賞（戸田彬弘）ノミネート
  - 第66回ブルーリボン賞 作品賞ノミネート
  - 第97回キネマ旬報ベスト・テン 読者選出ベスト・テン第9位
  - 第33回日本映画プロフェッショナル大賞ベストテン第7位[5]
  - 第59回映画芸術ベストテン・第10位
  - 第43回全国映連賞（映画鑑賞団体全国連絡会議）女優賞（杉咲花）、ベストテン第5位
  - 第2回観たかったのに観れなかった映画賞 第1位
  - Filmarks Awards 2024 国内映画部門 優秀作品賞。優秀俳優Fan！賞（杉咲花、若葉竜也）
  - 第28回釜山国際映画祭コンペティション部門（ジソク部門）正式出品
  - 第36回東京国際映画祭Nippon Cinema Now部門 正式出品
  - 第47回ヨーテボリ国際映画祭インターナショナルコンペティション部門正式出品。
  - 第12回ヘルシンキ・シネアジア映画祭 正式出品
  - 第26回ウディネ・ファーイースト映画祭コンペティション部門正式出品。脚本賞ノミネート（戸田彬弘、上村奈帆）
  - 第24回フランクフルト・ニッポンコネクション・ニッポンシネマ部門正式出品
  - 第26回上海国際映画祭・ニッポンエクスプレス部門正式出品
  - 第23回ニューヨーク・アジアン・フィルムフェスティバル Uncaged Award for Best Feature Film Competition部門正式出品
  - 第12回バルセロナアジアンフィルムフェスティバル オフィシャルパノラマセクション部門正式出品
  - 2024年度アイルランド日本映画祭正式出品。

### 短編/中編映画
- この音が聴こえているか（2014年/35分） - 監督、脚本、編集、プロデューサー
  - 福井映画祭2015長編部門正式出品。
- 父ありき、母のにおい（2015年/30分） - 監督、脚本、編集
  - 沖縄国際映画祭地域発進型映画部門正式出品。
  - 第一回渋谷TANPEN 映画祭CLIMAXat 佐世保2017 最優秀主演男優賞（芹澤興人）。
- まなざし（2015年/20分） - 監督、脚本、編集
  - 札幌国際短編映画祭2015コンペティション部門正式出品。
  - ショートショートフィルムフェスティバル2015music short部門正式出品。
  - SJ(シンガポール・日本)50映画祭正式出品。
- この世界の直径（2017年/49分） - 監督、脚本、編集、プロデューサー
  - 第3回湖畔の映画祭2017 招待上映。
- ワルツ（2017年/41分）（映画「狂い華」の一編） - 監督、脚本、編集
- 目覚め-Day breaks-（2020年/6分） - 監督、脚本、編集、プロデューサー
  - 福井映画祭14TH　短編部門正式出品。
- 僕たちは変わらない朝を迎える（2021年/51分） - 監督、脚本、編集、プロデューサー
  - MOOSIC LAB[JOINT]2020-2021 観客賞、男優賞（髙橋雄祐）、ミュージシャン賞（雨のパレード）
- 爽子の衝動（2025年/45分） - 監督・脚本・編集・プロデューサー
  - 第20回大阪アジアン映画祭インディフォーラム部門正式出品。
  - 第17回福岡インディペンデント映画祭2025中編コンペティション部門正式出品。
  - 第20回ロサンゼルス日本映画祭Short-Plus films部門正式出品。
  - 第14回マドリード国際映画祭コンペティション部門正式出品。
  - MOOSICLAB2025 MOOSIC EYE部門正式出品

### ドラマ
- 「うつヌケ」Hulu （2017年） - 脚本（1,5,6話）
- 「悪魔の弁護人・御子柴礼司」東海テレビ（2019年12月クール）- 脚本（3.4.5話）
- 「西荻窪三ツ星洋酒堂」MBSドラマ特区（2021年2月）- 脚本
- 「彼の全てが知りたかった。」smash.バーティカルシアター（2022年2月）（企画：佐久間宣行、脚本：根本宗子）- 監督
- 「あけておねがい」Twitterドラマ（2022年9月）- 監督・編集
- 「更地」TOKYO MX treatment（2023年6月20日(火) 23:30 - 24:00）- 原案・監督・編集
- 「けむたい姉とずるい妹」テレビ東京 ドラマプレミア23（2023年10月クール） - 監督（3.5.6話）
- 「買われた男」テレビ大阪 DRAMA ADDICT（2024年4月クール） - 監督（3.4話）
- 「愛人転生 -サレ妻は死んだ後に復讐する-」MBS ドラマ特区（2024年9月5日スタート） - 監督（1.2.5.7.8話）
- 「風のふく島」テレビ東京（2025年1月10日スタート） - 監督（田村市、川俣町、担当）

### MV
- PASSPO☆「Growing Up」（2013年）
- HY「会いたい」※short film ver（2014年）
- ぷちぱすぽ☆「Go Fight！Fly High！」（2015年）
- 雨のパレード「morning」（2021年）

### 広告
- 全葬連「娘の遺りもの」編（2013年）
- Plakira WEB-CM「 特別な日には特別なPlakiraを贈ろう 」結婚式篇（2017年）

### 舞台
- チーズtheater「川辺市子のために」（2015年8月、2016年1月、サンモールスタジオ）-　作・演出
  - サンモールスタジオ選定賞2015最優秀脚本賞。
- チーズtheater「美しいひと」（2016年4月、SPACE梟門）-　作・演出
- ヤマガヲク「黄昏ワルツ」（2016年6月、ウエストエンドスタジオ）-　演出
- 舞台「13月の女の子」（2017年1月、新宿村LIVE）
- チーズtheater「THE VOICE」（2017年4月、東京芸術劇場シアターウエスト）-　作・演出
- チーズtheater「美しいひと（再演）」（2017年5月、下北沢Geki地下Liberty）-　作・演出
- チーズtheater「Festa.」（2017年11月、SPACE 雑遊）-　作・演出
- チーズtheater「川辺市子のために／川辺月子のために」（2018年8月、サンモールスタジオ）-　作・演出
- チーズtheaterプロデュース公演「接点 Vol.1」（2019年2月、新宿スターフィールド）-　作・演出
- ヤマガヲク「エダニク」（2019年4月、ウエストエンドスタジオ）-　演出
- チーズtheaterプロデュース公演「鈴虫のこえ、宵のホタル」（2020年1月、下北沢OFF•OFFシアター）-　演出
- チーズtheaterオンライン公演「告白」（2020年6月、サンモールスタジオより配信）-　作・演出
- たやのりょう一座「あゝ涙乃橋商店街」（2021年4月、浅草木馬亭）-　演出
- チーズtheaterプロデュース公演「海と日傘」（2023年1月、下北沢駅前劇場）-　演出
- チーズtheater「ある風景」（2023年6月、座・高円寺）-　作・演出
- チーズtheater「川辺市子のために」（2024年2月、サンモールスタジオ）-　作・演出

### ラジオ
- ゆるすべり（2014年7月 - 、レインボータウンFM）MC